# Gagea germainae
Gagea germainae är en liljeväxtart som beskrevs av Aleksandr Alfonsovitj Grossgejm. Gagea germainae ingår i Vårlökssläktet och i familjen liljeväxter. Inga underarter finns listade.